# Reynolds-Runabout
Reynolds-Runabout is een historisch Brits merk van motorfietsen.
De bedrijfsnaam was: Jackson Car Mfg. Co., Pankbourne, later A.W. Wall Ltd., Tyseley, Birmingham.
Engels merk dat scooter-achtige voertuigen met 269cc-Liberty-tweetaktmotoren en 346cc-JAP-zijkleppers op de markt bracht. Deze werden - omdat Reynolds een autofabriek was - bij A.W. Wall (ROC) in Guildford gebouwd. De productie liep van 1919 tot 1922.